# Constitución española de 1876
La Constitución española de 1876 fue promulgada el 30 de junio de 1876, en el inicio del reinado de Alfonso XII, y fue la base del régimen político de la Restauración borbónica. Esta constitución partió de un borrador constitucional impulsado por un grupo de 300 notables, antiguos senadores y diputados de anteriores legislaturas, convocados por el presidente del Gobierno, el liberal-conservador Cánovas del Castillo. De ellos resultó una comisión de nueve personas, presidida por Manuel Alonso Martínez, que sería el principal redactor del texto definitivo. El proyecto fue aprobado sin apenas cambios por las Cortes surgidas de las elecciones generales de España de 1876 celebradas sólo por esta vez mediante sufragio universal (masculino).
Se mantuvo en vigor hasta el Golpe de Estado de Primo de Rivera de septiembre de 1923, lo que la convierte en la constitución más longeva de la historia de España hasta este momento (47 años).
José María Jover ha destacado que «todo análisis histórico de la Constitución de 1876 debe partir del hecho de que la dinámica política prevista en su articulado —papel decisivo del cuerpo electoral, de las mayorías parlamentarias que comparten teóricamente con el rey la función de mantener o derribar gobiernos— no sólo no va a desarrollarse en la práctica de acuerdo con tales previsiones formales, sino que sus mismos artífices cuentan de antemano con ese desajuste entre la letra y la realidad de su aplicación». Partiendo de esta dualidad «constitución formal y funcionamiento real de la vida política» que va a caracterizar el régimen político de la Restauración, «los partidos podían [desde el poder] desenvolver sus proyectos al mismo tiempo que disponer del presupuesto y de empleos en la administración con los que satisfacer a sus clientelas; es decir, otorgar favores a sus seguidores, que podían compartir ideas comunes, pero también buscaban beneficios materiales», ha afirmado Carlos Dardé.

## Elaboración y aprobación

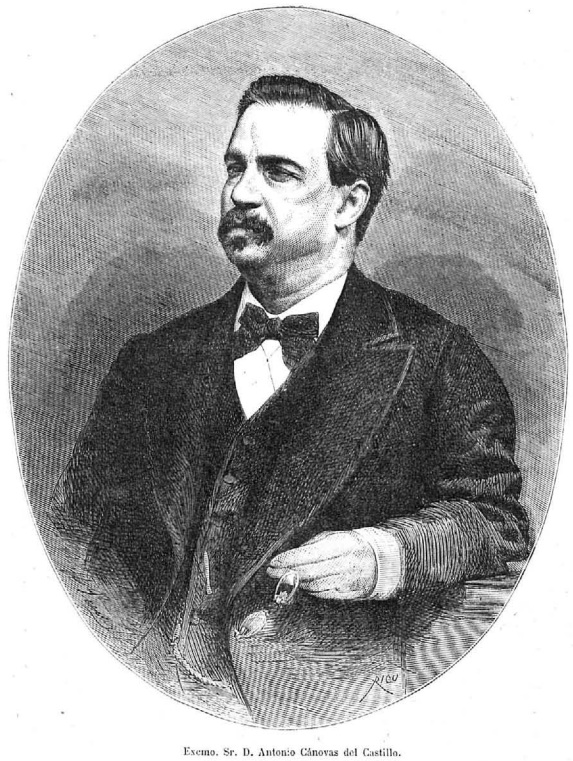
El liberal-conservador Antonio Cánovas del Castillo, presidente del Gobierno y principal promotor de la nueva Constitución

Frente a las pretensiones del Partido Moderado de restablecer la Constitución española de 1845, tras la restauración de la monarquía borbónica el 30 de diciembre de 1874, el presidente del Gobierno Antonio Cánovas del Castillo impuso su criterio de elaborar y aprobar una nueva Constitución. Para ello atrajo al sector del Partido Constitucional encabezado por Manuel Alonso Martínez que formó un nuevo grupo político llamado Centro Parlamentario. El 20 de mayo de 1875, por iniciativa de los «centralistas» apoyada por el gobierno, se reunió una Asamblea de Notables integrada por 341 exdiputados y exsenadores monárquicos de la época isabelina y del Sexenio. Alonso Martínez estableció los límites de la reunión (no se podía cuestionar la Monarquía de Alfonso XII) y su finalidad (el establecimiento de unas bases constitucionales que afiancen el trono):

El objeto de la reunión no es ni puede ser discutir la Monarquía y la dinastía de Alfonso XII; éstos son temas que están fuera de discusión siempre, y que todos nosotros tenemos reconocidos sincera y lealmente. Nos reunimos aquí, pues, según la convocatoria, para tratar de establecer las bases de una legalidad común, afianzar el trono y la dinastía de Alfonso XII y restablecer el régimen constitucional y asegurar la libertad hermanándola con el orden y con los principios de equidad y de justicia necesarios para la conservación y el orden social. Comprendo que para llegar a este resultado es necesario que todos hagamos grandes concesiones dentro de nuestro honor y convicciones, dando así una gran prueba de patriotismo…

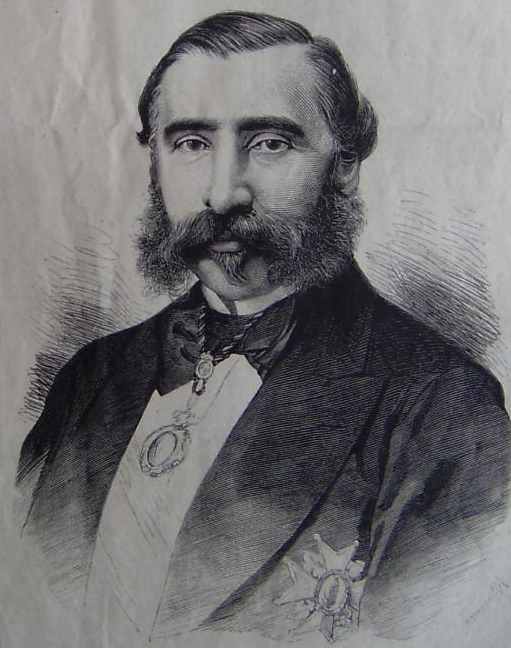
Manuel Alonso Martínez, líder del sector Partido Constitucional, que se sumó al proyecto de Cánovas de aprobar una nueva Constitución, abandonando la reivindicación de la Constitución española de 1869. De acuerdo con Cánovas convocó la asamblea de notables reunida en mayo de 1875 y formó parte de la comisión de nueve miembros que redactó el proyecto de Constitución. Sus seguidores fueron llamados centralistas por el nombre del grupo que formaron: el Centro Parlamentario.

Como en la Asamblea de Notables los moderados tenían la mayoría Cánovas maniobró para que la elaboración de las bases constitucionales se encargara a una comisión de 39 de ellos en la que estarían representados de forma paritaria moderados, canovistas y centralistas ―una comisión de «hombres prácticos y experimentados en los asuntos públicos», según su presidente Manuel Alonso Martínez―, que a su vez delegó la redacción de las mismas en una subcomisión formada por nueve personas, entre ellas Alonso Martínez. Los trabajos de la comisión y de la subcomisión, en la que canovistas y centralistas tenían la mayoría, se alargaron durante dos meses y el principal escollo fue la cuestión de la unidad católica que finalmente no sería recogida en la base 11 reguladora de la cuestión religiosa. Los moderados mostraron públicamente su desacuerdo en un manifiesto del 3 de agosto en el que hacían un llamamiento a la protesta de los católicos. Por otro lado, en torno al núcleo canovista, al que se sumaron antiguos moderados, surgiría el Partido Liberal-Conservador, que encabezaría el propio Cánovas y del que algunos historiadores sitúan su nacimiento precisamente en la Asamblea de Notables.
A continuación el gobierno convocó elecciones, abriéndose un debate en el consejo de ministros sobre si debería mantenerse el sufragio universal (masculino) de acuerdo con la Ley Electoral de 1870, una legislación de la «época revolucionaria». A propuesta del propio Cánovas se acordó que se convocarían por sufragio universal «por esta sola vez», una concesión a los constitucionales para que se integraran en la nueva monarquía y que indignó a los moderados. Seguidamente Cánovas presentó la dimisión para ser coherente con sus propias convicciones contrarias al sufragio universal y para en la misma operación sustituir a los tres ministros más derechistas, todos ellos de origen moderado, uno de ellos el marqués de Orovio. Le sustituyó el general Joaquín Jovellar Soler que ocuparía la presidencia del Gobierno exclusivamente durante el periodo de confección de las listas electorales, aunque de hecho «el jefe era Cánovas y la política se hacía desde su domicilio particular», como comentó un embajador extranjero. «Esta solución permitía a Cánovas no implicarse directa y oficialmente en la decisión de mantener el sufragio universal para las primeras elecciones. Al hacerlo así, independientemente de sus propias convicciones, evitaba la descalificación de los moderados históricos, salvando su liderazgo sobre el partido conservador que trataba de crear», ha afirmado Feliciano Montero. La oposición de Cánovas al sufragio universal no cambiaría y cuando finalmente se aprobó en junio de 1890 a propuesta del gobierno liberal de Sagasta afirmó durante el debate de la ley que su aplicación «sincera», «si da un verdadero voto en la gobernación del país a la muchedumbre, no sólo indocta, que eso sería lo de menos, sino [a] la muchedumbre miserable y mendiga», «sería el triunfo del comunismo y la ruina del principio de propiedad».
En la víspera de la celebración de los comicios, que tuvieron lugar en los días 20-24 de enero de 1876, mientras que la jerarquía eclesiástica desplegó una campaña prohibiendo a los católicos votar a los propagadores de «esa libertad de perdición», en referencia a la tolerancia religiosa que propugnaban los canovistas y los centralistas, la Comisión de Notables publicó el Manifiesto de los Notables en el que justificaba las bases constitucionales que había redactado con miras al gran objetivo de «afianzar... las conquistas del espíritu moderno, asentando sobre sólidas bases el orden público y poniendo a cubierto de peligrosas contingencias los principios fundamentales de la monarquía española». En el Manifiesto, hecho público el 9 de enero, se hacía un llamamiento al consenso:

Natural era, pues, que los partidos, respondiendo a su llamamiento, se concertaran para llegar a una legalidad común, porque sin un rey universalmente aceptado y una Constitución para todos respetada podrá existir en verdad una dictadura más o menos inteligente y provechosa, pero es de todo punto imposible el régimen monárquico-constitucional y parlamentario.

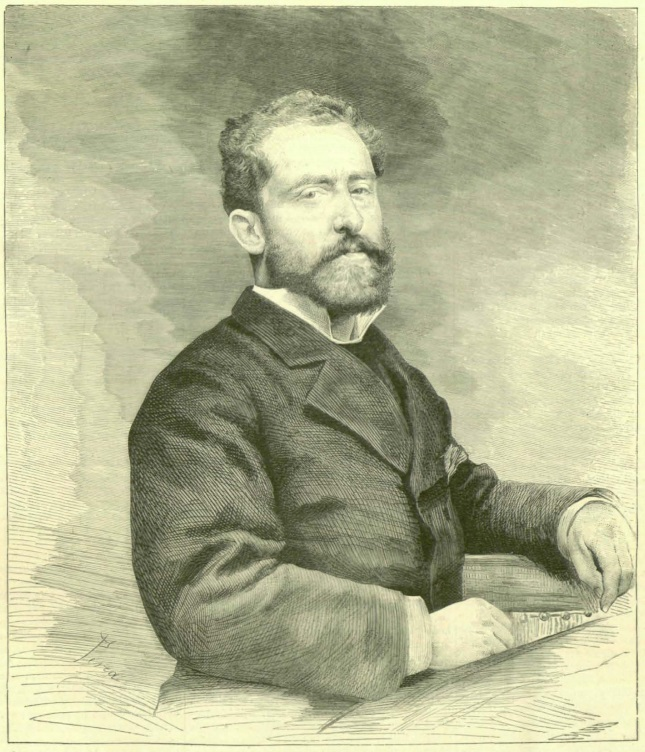
Francisco Romero Robledo, un «septembrista» «arrepentido» que se sumó al proyecto canovista. Como ministro de la Gobernación destacó por sus «maniobras» electorales para conseguir una mayoría aplastante para el Gobierno de Cánovas, inaugurando así una de las características definitorias del régimen político de la Restauración: el fraude electoral.

Gracias a las «maniobras» del ministro de la Gobernación Francisco Romero Robledo las elecciones, en las que hubo una abstención que, según las cifras oficiales, superó el 45 % —el 65 % en las grandes ciudades— depararon una mayoría abrumadora canovista en las Cortes (333 diputados sobre 391) y los moderados solo obtuvieron doce escaños —«fueron destrozados en las urnas»— por lo que muchos miembros del viejo partido de la época isabelina se unieron al partido de Cánovas. El golpe definitivo a los moderados se lo dio Cánovas cuando con motivo de la discusión del artículo 11 de la Constitución, en el que no se reconocía la unidad católica cuyo mantenimiento propugnaban los moderados, les obligó a estos a pronunciarse al plantear una cuestión de gabinete. La «agonía» del Partido Moderado, «sin embargo, se prolongó hasta 1882. La absorción total del moderantismo por el Partido Liberal Conservador sólo fue culminada cuando en 1884, la Unión Católica, fundada por Pidal en 1881, ingresó en el partido».
Por el contrario a los constitucionales de Sagasta, previo pacto, Romero Robledo les «otorgó» veintisiete escaños ―uno de ellos para el propio Sagasta por Zamora que disfrutaría casi permanentemente― como recompensa por el reconocimiento que habían hecho en noviembre de 1875 de la nueva monarquía al declarar públicamente su pretensión de «ser hoy el partido del Gobierno más liberal dentro de la Monarquía constitucional de Alfonso XII».
Las Cortes salidas de las elecciones, bautizadas por algunos críticos como Las Cortes de los Milagros en referencia al masivo fraude electoral, fueron las que a partir del 15 de febrero de 1876, día en que el rey inauguró solemnemente la legislatura, discutieron el proyecto de Constitución en muy pocas sesiones ―los títulos relativos a la Corona y sus competencias no fueron debatidos a propuesta de Cánovas, a pesar de las protestas de los escasos diputados republicanos, como Emilio Castelar― y finalmente lo aprobaron el 24 de mayo en el Congreso ―por 276 votos contra 40― y el 22 de junio en el Senado  ―por 130 contra 11―. «Las Cortes se encontraron con el hecho de que su labor no era propiamente constituyente. Se limitaron a aceptar el texto de la Comisión y a aprobar su contenido… El último día de junio la Constitución estaba lista para su promulgación».

## Contenido
La Constitución de 1876, un texto breve (89 artículos más uno adicional), constituye una especie de síntesis de las Constituciones de 1845 ―moderada― y de de 1869 ―democrática―, pero con un fuerte predominio de la primera ya que recogió su principio doctrinal fundamental: la soberanía compartida de las Cortes con el rey ―teoría elaborada por el liberalismo doctrinario español (Jaime Balmes, Donoso Cortés) partiendo de la idea de la constitución interna defendida por Jovellanos en las Cortes de Cádiz― en detrimento del principio de la soberanía nacional en que se basaba la del 69. Así defendió Cánovas del Castillo el principio de la «soberanía compartida» Rey/Cortes:

Todos los monárquicos, sin excepción, convenimos en que la forma práctica de la soberanía es que el ejercicio de la soberanía está totalmente confiado a la Corona con las Cortes; que solamente las Cortes con la Corona pueden constitucionalmente legislar; y que solamente en la Corona con las Cortes, no en las Cortes sin la Corona, ni en la Corona sin las Cortes… está representada la soberanía… Para nosotros jamás, por ningún camino, se puede llegar por medio de la legalidad a la supresión de la monarquía, a causa de que no hay legalidad sin la monarquía; a causa de que sin la monarquía puede haber lucha, puede haber fuerza, puede haber batallas, pero no hay, ni puede haber, legalidad.

El principio de la soberanía compartida rey/Cortes derivaba de la idea de que «la Monarquía no era en España una mera forma de gobierno, sino la médula misma del Estado español. Es por eso que Cánovas sugirió a la Comisión de Notables que en su dictamen propusiera la exclusión de los títulos y artículos referentes a la Monarquía del examen y debate de las Cortes. La Monarquía quedaba así por encima de las determinaciones legislativas, tanto de carácter ordinario como constitucional». «En el pensamiento de Cánovas, la Monarquía era la representación por excelencia de la soberanía, pero también el símbolo de la legalidad y de lo permanente, por encima de la lucha de los partidos», ha afirmado Manuel Suárez Cortina.
De la Constitución de 1869 conservaba la amplia declaración de derechos individuales, pero los reconocía con restricciones al abrir la posibilidad de que las leyes ordinarias los limitaran, recortaran su ejercicio o incluso los suspendieran. En cuanto a los temas conflictivos se optó por una redacción ambigua, a determinar por las leyes que la desarrollaran, con lo cual se hacía posible que cada partido, conservador o liberal, pudiera gobernar con sus propios principios, sin necesidad por ello de alterar la Constitución.
Un ejemplo de esto lo constituye la cuestión del sufragio: se dejó que la ley electoral determinara si sería restringido ―como defendían los moderados y los canovistas― o universal ―como defendían los «revolucionarios» constitucionalistas de Sagasta―. Así, la ley electoral de 28 de diciembre de 1878 aprobada por las Cortes con mayoría conservadora determinó la vuelta al sufragio restringido ―sólo tuvo derecho de voto uno de cada seis varones mayores de 25 años: unos 850 000, el 5% de la población total―, mientras que una nueva ley aprobada en 1890 por unas Cortes de mayoría liberal implantaría definitivamente el sufragio universal (masculino), con lo que pasaron a tener derecho al voto entre cuatro millones y medio y cinco millones de personas. Sin embargo, con una y otra ley el fraude fue lo que caracterizó a las elecciones de la Restauración. Los gobiernos se formaban antes de las elecciones y a continuación las convocaban y siempre conseguían una amplia mayoría en el Congreso.

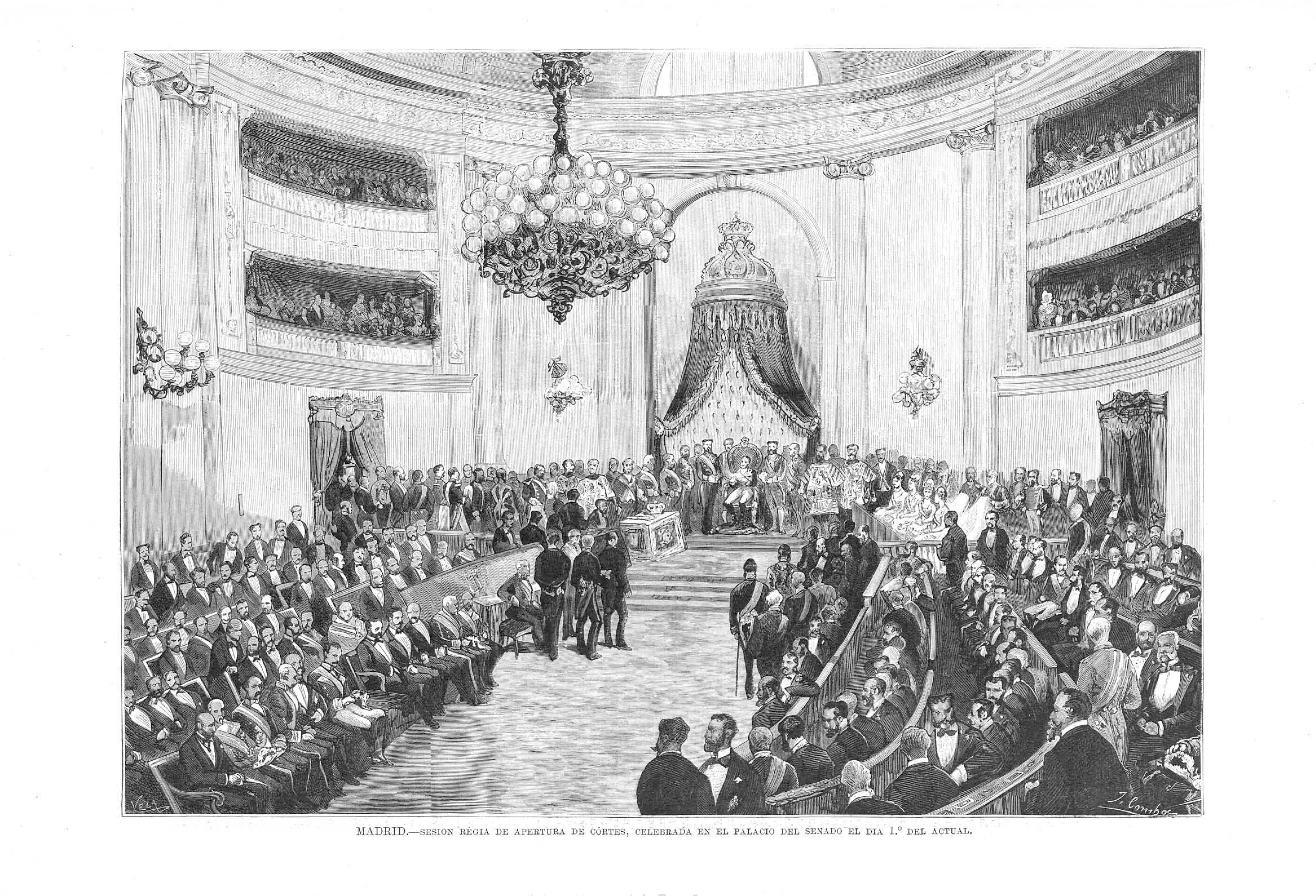
Sesión de apertura de las Cortes celebrada en el Palacio del Senado el 1 de julio de 1878 (La Ilustración Española y Americana, 8 de julio de 1878).

En otro de los temas conflictivos ―la composición del Senado, la Cámara Alta de las Cortes de la Restauración, con las mismas facultades que el Congreso de los Diputados― se adoptó una decisión salomónica: la mitad de los 360 senadores serían vitalicios por «derecho propio» (los almirantes de la Armada, los capitanes generales del Ejército y los Grandes de España de primera clase), o nombrados por el rey (a propuesta del Gobierno); y la otra mitad elegidos por un período de cinco años por diversas corporaciones civiles, políticas y religiosas, y por los mayores contribuyentes de cada provincia, mediante un sufragio indirecto. Esta solución contaba con el antecedente del voto particular presentado por el moderado «puritano» Joaquín Francisco Pacheco, antiguo jefe de Cánovas, a la reforma constitucional de 1845.
En cuanto al Congreso de los Diputados el artículo 30 establecía que serían elegidos por un periodo de cinco años, aunque en la práctica ninguna legislatura duraría tanto ―solo el «Parlamento Largo» liberal de 1885 a 1890 estuvo cerca de agotar el mandato―. De hecho la media sería de poco más de dos años. Pero la Constitución no estableció la duración de las sesiones por lo que, como sucedería con frecuencia y arbitrariamente durante el reinado de Alfonso XIII, los gobiernos podían suspenderlas.
Se elegía un diputado por cada 50 000 habitantes. La mayoría correspondían a los distritos uninominales y unos cien a circunscripciones en las que se elegían hasta 8 diputados utilizando escrutinio mayoritario plurinominal parcial. Solo podían votar los ciudadanos españoles mayores de veinticinco años y que llevaran al menos dos años de residencia en la localidad comprendida en el distrito electoral. No tenían derecho a votar las mujeres, los jóvenes y los que por hallarse presos hubieran perdido sus derechos civiles. Todos los ciudadanos que tenían derecho a votar se hallaban comprendidos en el censo electoral. Para poder ser elegido diputado era necesario ser español, de estado seglar, mayor de edad, y gozar de todos los derechos civiles.
Los diputados afectos al Gobierno forman lo que se llama mayoría. Los grupos formados por otros partidos se dice que están en la oposición, porque discuten las medidas del Gobierno y a veces se oponen a ellas. Los grupos de la oposición forman lo que se llama minorías. La mayoría es la que sirve de base al Gobierno para poder aprobar las leyes, puesto que por medio de ella en las votaciones puede alcanzar una mayoría de votos. Las minorías tienen por misión primordial la fiscalización de los actos del Gobierno y de servir de regulador del poder, ofreciendo un obstáculo a cualquier abuso de ese mismo poder. Además, las minorías de hoy pueden convertirse en la mayoría de mañana, y esto lo tienen en cuenta los gobernantes.[cita requerida]

### La cuestión religiosa: el polémico artículo 11
El tema más polémico de la Constitución fue sin duda la cuestión religiosa. Se suprimió la libertad de cultos reconocida en la Constitución española de 1869, pero en la redacción final del artículo 11 en que se abordaba la cuestión Cánovas tuvo que utilizar toda su autoridad para imponerse a los moderados, y para resistir la formidable presión del Vaticano y de la jerarquía católica española, que pretendían que en la Constitución se reconociese la unidad católica (como en la de 1845). Los católicos recogieron un millón de firmas y diputados de la mayoría canovista, de procedencia moderada, se mostraron también a favor de la unidad católica poniendo con ello en riesgo la continuidad del propio gobierno. La respuesta de Cánovas fue hacer de la cuestión religiosa cuestión de gabinete, obligando de esta forma a los diputados disidentes a posicionarse. Casi todos ellos dieron marcha atrás —«renegando del partido moderado»— y la propuesta de Cánovas pudo salir adelante. Sólo una veintena de diputados abandonaron las filas gubernamentales para unirse al grupo de los moderados puros, que son los que darían vida al Partido Moderado, convertido a partir de entonces en una entidad marginal hasta su disolución definitiva en diciembre de 1882.
La alternativa de Cánovas afirmaba el carácter confesional (católico) del Estado, pero al mismo tiempo establecía la tolerancia para las demás religiones a las que se permitía el culto privado. «Si ello suponía un retroceso respecto a la libertad religiosa promulgada en la Constitución de 1869, también, y sobre todo, significaba la negación del principio de unidad católica que había prevalecido antes de 1869 y que muchos querían restablecer con la Restauración. La medida puso fin a las dificultades experimentadas por las comunidades protestantes en España y a la serie interminable de conflictos que habían obstaculizado las relaciones exteriores (especialmente con Inglaterra) durante el reinado de Isabel II», ha afirmado el historiador Carlos Dardé. Sin embargo, la solución que se dio a la cuestión religiosa no fue ninguna novedad pues coincidía con la que se había propuesto en la nonnata Constitución española de 1856, ha puntualizado Feliciano Montero.
El argumento utilizado para defender la relativa tolerancia religiosa fue la existencia en España de extranjeros ―muchos de ellos gerentes de empresas ferroviarias o mineras― a los que había que permitir celebrar sus propios cultos. No hacerlo supondría, según el ministro Manuel Alonso Martínez, «levantar entre España y los extranjeros una muralla como la de China» y además impedir el «desenvolvimiento del progreso y de la ciencia».
El conflictivo artículo 11 de la Constitución, redactado personalmente por el propio Cánovas, quedó finalmente así:

Art. 11. La Religión Católica, Apostólica, Romana es la del Estado. La Nación se obliga a mantener el culto y sus ministros. Nadie será molestado en el territorio español por sus opiniones religiosas ni por el ejercicio de su respectivo culto, salvo el respeto debido a la moral cristiana. No se permitirán, sin embargo, otras ceremonias ni manifestaciones públicas que las de la religión del Estado

La Iglesia Católica acabaría aceptando la nueva situación pues confió en que las leyes orgánicas posteriores respetarían sus intereses, lo que efectivamente sucedió, como reconoció años después el cardenal primado español: «el artículo 11 de la Constitución ha protegido con mayor eficacia que una disposición prohibitiva los intereses católicos».

## El «turno»
Según la constitución de 1876 el presidente del Consejo de Ministros no era responsable ante las Cortes, sino ante el monarca. A este le correspondía el nombramiento del presidente (tras la dimisión del anterior), disolver las Cortes y convocar nuevas elecciones de las que se sabía que saldría vencedor. A este sistema se le conoce como turnismo y consistía en la alternancia pacífica de los dos principales partidos según se pactaba previamente.
Se celebraron durante el período de vigencia de esta Constitución las siguientes elecciones:
| Elecciones               | Resultados (escaños)                                        | Resultados (escaños) |  | Partido que convoca y gana las elecciones (Pdte. del Consejo de Ministros) | Monarca                 |
| Elecciones               | Gobierno                                                    | Oposición            |  | Partido que convoca y gana las elecciones (Pdte. del Consejo de Ministros) | Monarca                 |
| 20 de abril de 1879      | 293 escaños                                                 | 99 escaños           |  | Partido Liberal-Conservador (Arsenio Martínez-Campos)                      | Alfonso XII             |
| 20 de abril de 1879      | 392 diputados en España más 15 de Puerto Rico y 24 de Cuba. |                      |  |                                                                            | Alfonso XII             |
| 21 de agosto de 1881     | 297 escaños                                                 | 95 escaños           |  | Partido Liberal Fusionista (Práxedes Mateo Sagasta)                        | Alfonso XII             |
| 21 de agosto de 1881     | 392 diputados en España más 15 de Puerto Rico y 24 de Cuba. |                      |  |                                                                            | Alfonso XII             |
| 27 de abril de 1884      | 318 escaños                                                 | 73 escaños           |  | Partido Liberal-Conservador (Antonio Cánovas del Castillo)                 | Alfonso XII             |
| 27 de abril de 1884      | 393 diputados en España más 15 de Puerto Rico y 24 de Cuba. |                      |  |                                                                            | Alfonso XII             |
| 4 de abril de 1886       | 278 escaños                                                 | 117 escaños          |  | Partido Liberal (Práxedes Mateo Sagasta)                                   | Alfonso XIII (Regencia) |
| 4 de abril de 1886       | 395 diputados en España más 15 de Puerto Rico y 24 de Cuba. |                      |  |                                                                            | Alfonso XIII (Regencia) |
| 1 de febrero de 1891     | 262 escaños                                                 | 139 escaños          |  | Partido Liberal-Conservador (Antonio Cánovas del Castillo)                 | Alfonso XIII (Regencia) |
| 1 de febrero de 1891     | 401 diputados en España más 15 de Puerto Rico y 30 de Cuba. |                      |  |                                                                            | Alfonso XIII (Regencia) |
| 5 de marzo de 1893       | 281 escaños                                                 | 120 escaños          |  | Partido Liberal (Práxedes Mateo Sagasta)                                   | Alfonso XIII (Regencia) |
| 5 de marzo de 1893       | 401 diputados en España más 16 de Puerto Rico y 30 de Cuba. |                      |  |                                                                            | Alfonso XIII (Regencia) |
| 12 de abril de 1896      | 284 escaños                                                 | 117 escaños          |  | Partido Liberal-Conservador (Antonio Cánovas del Castillo)                 | Alfonso XIII (Regencia) |
| 12 de abril de 1896      | 401 diputados en España más 16 de Puerto Rico y 30 de Cuba. |                      |  |                                                                            | Alfonso XIII (Regencia) |
| 27 de marzo de 1898      | 272 escaños                                                 | 129 escaños          |  | Partido Liberal (Práxedes Mateo Sagasta)                                   | Alfonso XIII (Regencia) |
| 27 de marzo de 1898      | 401 diputados en España más 16 de Puerto Rico y 30 de Cuba. |                      |  |                                                                            | Alfonso XIII (Regencia) |
| 16 de abril de 1899      | 243 escaños                                                 | 159 escaños          |  | Partido Liberal-Conservador (Francisco Silvela)                            | Alfonso XIII (Regencia) |
| 16 de abril de 1899      | 402 diputados en España peninsular e insular.               |                      |  |                                                                            | Alfonso XIII (Regencia) |
| 19 de mayo de 1901       | 260 escaños                                                 | 142 escaños          |  | Partido Liberal (Práxedes Mateo Sagasta)                                   | Alfonso XIII (Regencia) |
| 19 de mayo de 1901       | 402 diputados en España.                                    |                      |  |                                                                            | Alfonso XIII (Regencia) |
| 30 de abril de 1903      | 232 escaños                                                 | 171 escaños          |  | Partido Liberal-Conservador (Francisco Silvela)                            | Alfonso XIII            |
| 30 de abril de 1903      | 403 diputados en España peninsular e insular.               |                      |  |                                                                            | Alfonso XIII            |
| 10 de septiembre de 1905 | 228 escaños                                                 | 176 escaños          |  | Partido Liberal (Eugenio Montero Ríos)                                     | Alfonso XIII            |
| 10 de septiembre de 1905 | 404 diputados en España peninsular e insular.               |                      |  |                                                                            | Alfonso XIII            |
| 21 de abril de 1907      | 250 escaños                                                 | 154 escaños          |  | Partido Liberal-Conservador (Antonio Maura)                                | Alfonso XIII            |
| 21 de abril de 1907      | 404 diputados en España peninsular e insular.               |                      |  |                                                                            | Alfonso XIII            |
| 8 de mayo de 1910        | 215 escaños                                                 | 189 escaños          |  | Partido Liberal (José Canalejas)                                           | Alfonso XIII            |
| 8 de mayo de 1910        | 404 diputados en España peninsular e insular.               |                      |  |                                                                            | Alfonso XIII            |
| 8 de mayo de 1914        | 221 escaños                                                 | 187 escaños          |  | Partido Liberal-Conservador (Eduardo Dato)                                 | Alfonso XIII            |
| 8 de mayo de 1914        | 408 diputados en España peninsular e insular.               |                      |  |                                                                            | Alfonso XIII            |
| 9 de abril de 1916       | 233 escaños                                                 | 176 escaños          |  | Partido Liberal (Conde de Romanones)                                       | Alfonso XIII            |
| 9 de abril de 1916       | 409 diputados en España peninsular e insular.               |                      |  |                                                                            | Alfonso XIII            |
| 24 de febrero de 1918    | 349 escaños                                                 | 59 escaños           |  | Partido Liberal (Gobierno de concentración) (Manuel García Prieto)         | Alfonso XIII            |
| 24 de febrero de 1918    | 409 diputados en España peninsular e insular.               |                      |  |                                                                            | Alfonso XIII            |
| 1 de junio de 1919       | 198 escaños                                                 | 211 escaños          |  | Partido Liberal-Conservador (Antonio Maura)                                | Alfonso XIII            |
| 1 de junio de 1919       | 409 diputados en España peninsular e insular.               |                      |  |                                                                            | Alfonso XIII            |
| 19 de diciembre de 1920  | 224 escaños                                                 | 185 escaños          |  | Partido Liberal-Conservador (Eduardo Dato)                                 | Alfonso XIII            |
| 19 de diciembre de 1920  | 409 diputados en España peninsular e insular.               |                      |  |                                                                            | Alfonso XIII            |
| 29 de abril de 1923      | 222 escaños                                                 | 187 escaños          |  | Partido Liberal (Manuel García Prieto)                                     | Alfonso XIII            |
| 29 de abril de 1923      | 409 diputados en España peninsular e insular.               |                      |  |                                                                            | Alfonso XIII            |

## Firmantes
- El rey, Alfonso XII.

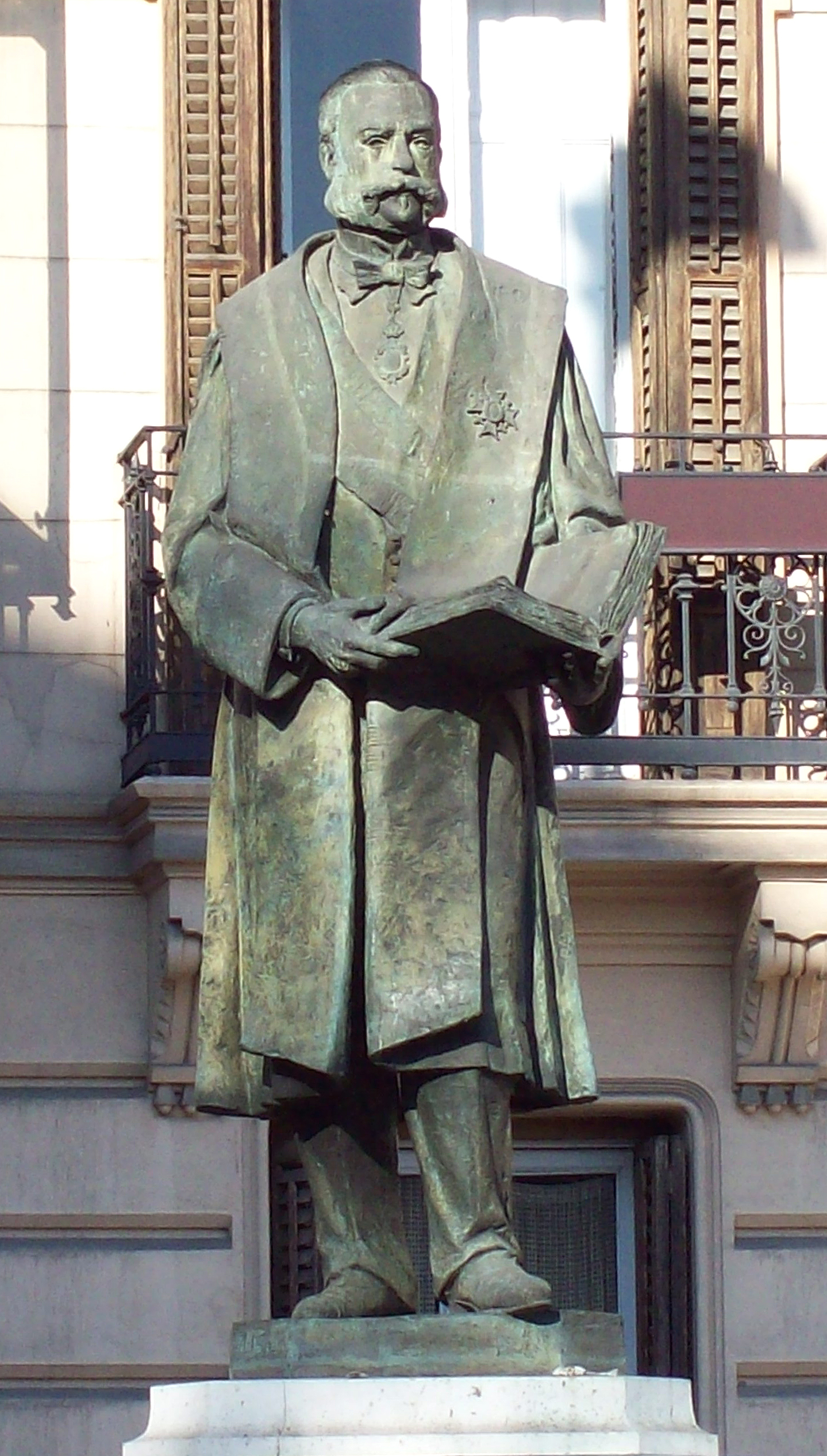
Monumento a Alonso Martínez en la plaza que lleva su nombre de Madrid (J. L. Parés, 1994).

- El presidente del Consejo de Ministros y ministro interino de Hacienda, Antonio Cánovas del Castillo.
- El ministro de Estado, Fernando Calderón Collantes.
- El ministro de Gracia y Justicia, Cristóbal Martín de Herrera.
- El ministro de la Guerra, Francisco de Ceballos.
- El ministro de Marina, vicealmirante Juan Bautista Antequera y Bobadilla.
- El ministro de la Gobernación, Francisco Romero Robledo.
- El ministro de Fomento, Francisco de Borja Queipo de Llano, VIII conde de Toreno.
- El ministro de Ultramar, Adelardo López de Ayala.

## Valoración
El historiador Manuel Suárez Cortina ha hecho la siguiente valoración de la Constitución:

Si se estima su duración es de reconocer que representó un elemento fundamental en la estabilidad política a lo largo de medio siglo. Con sus limitaciones, y restricciones de derechos tan importantes como la libertad religiosa, o el carácter electivo del Senado que constituyó uno de los caballos de batalla de las luchas por la reforma constitucional en la Europa de entre siglos, llama aquí la atención un elemento primordial: el de la naturaleza parlamentaria del sistema. Si entendemos por régimen parlamentario una forma política democrática en la que se atribuye una posición central al Parlamento y en la que las relaciones entre Gobierno y legislativo son equilibradas, la Constitución de 1876 no conforma un verdadero régimen parlamentario, sino una Monarquía constitucional, ya que es el rey, y no el Parlamento, el verdadero eje de la vida política.[...]
Este desequilibrio entre Ejecutivo, Corona y Parlamento habría de ser la causa del posterior fracaso del régimen parlamentario, no por la languidez del mismo, sino por la incapacidad de sistema de integrar a los sectores más dinámicos de la sociedad española... El fracaso de ese tránsito de una Monarquía constitucional a una parlamentaria es uno de los elementos centrales de las limitaciones del texto constitucional de 1876...